# Бенгт Даніельссон
Бенгт Еммерік Даніельссон (швед. Bengt Emmerik Danielsson; 6 липня 1921 — 4 липня 1997) — шведський антрополог, етнограф, учасник експедиції «Кон-Тікі» 1947 року з Південної Америки до Французької Полінезії.

## Біографія
Даніельссон народився в селищі Крукек у лені Естерйотланд на сході Швеції. Був сином головного лікаря Еммеріка Даніельссона (1875—1927) і його дружини Грети, уродженої Келлгрен (1889—1990). Батько загинув у ДТП, коли йому було шість років. Після цього Даніельссон ріс у Норрчепінгу разом з матір'ю і тіткою. У 1942 році закінчив середню школу. Пройшовши військову службу, поступив в Уппсальський університет, де вивчав філософію і соціологію. У 1945 році отримав ступінь бакалавра. У літні місяці підробляв репортером у газеті «Естерйотландс Дагблат». У 1954 році отримав ступінь доктора ліценціата, а в 1955 році — доктор філософії з антропології. Даніельссон був інсадентом у музеї Бішопа в Гонолулу, Гаваї у 1952—1966 роках. Він був шведським консулом у Французькій Полінезії з 1961 по 1978 роки. І додатковим директором в Національному музеї етнології з 1966 по 1971 роки. Він також був кореспондентом місячника Pacific Islands Monthly.
У 1946 році Даніельссон взяв участь у фінсько-шведській науковій експедиції з вивчення життя індіанців басейну Амазонки. Піднявшись на каное вгору по річках, навесні 1947 року він прибув у Перу. У Лімі Даніельссон дізнався про підготовку Туром Хеєрдалом експедиції в Полінезію через Тихий океан. Бенгт познайомився з Хеєрдалом і отримав його згоду на участь у плаванні, ставши шостим і останнім членом екіпажу, при цьому єдиним іноземцем серед норвежців. Експедиція Тура Хейєрдала на плоту «Кон-Тікі» відбулася у квітні — серпні 1947 року.
Крім того, Даніельссон брав участь в експедиції до Туамоту (1949-51), Тихоокеанській науковій експедиції у 1952 році, експедиції до Західної Полінезії в 1953 році, до Австралії (1955-56), на острови Товариства в 1957 році і телевізійній експедиції Шведського радіо на південну частину Тихого океану у 1962 році.
Після експедиції Кон-Тікі у 1948 році Даніельссон одружився в Лімі з француженкою Марі-Терезі Сайлі (1923—2003). Вони вирішили оселитися на атолі Рароя. Пара залишилася там з 1949 по 1952 роки, а в 1953 році переїхали на Таїті. Його докторська дисертація про острови Туамоту, подана до Упсальського університету у 1955 році, була опублікована наступного року як Робота та життя на Рарої. Згодом він написав багато книг і зняв багато фільмів, ставши одним із провідних у світі дослідників Полінезії. Бенгт і його дружина були відвертими критиками французьких ядерних випробувань на атолах Моруроа і Фангатауфа, а також руйнування полінезійської культури через колоніалізм. Їхня дочка Маруя (1952—1972) померла від раку.
У 1991 році Марі-Тереза і Бенгт Даніельсони отримали нагороду «За правильний спосіб життя». Бенгт помер у липні 1997 року і похований у церкві Östra Tollstad в муніципалітеті М'єльбю, Швеція.

## Вибрана бібліографія
- Danielsson, Bengt (1956). Work and Life on Raroia: An Acculturation Study from the Tuamotu Group, French Oceania. London: G. Allen & Unwin.
- Danielsson, Bengt (1962). What Happened on the Bounty. London: G. Allen & Unwin.
- Danielsson, Bengt (1965). Love in the South Seas. New York: Reynal.
- Danielsson, Bengt (1965). Gauguin in the South Seas. Garden City, N.Y.: Doubleday.
- Danielsson, Bengt & Marie-Thérèse (1977). Moruroa mon amour. London: Harmondsworth, Penguin.
- Danielsson, Bengt & Marie-Thérèse (1986). Poisoned Reign: French Nuclear Colonialism in the Pacific. New York: Penguin Books. ISBN 0-14-008130-5.  Danielsson, Bengt & Marie-Thérèse (1986). Poisoned Reign: French Nuclear Colonialism in the Pacific. New York: Penguin Books. ISBN 0-14-008130-5.  Danielsson, Bengt & Marie-Thérèse (1986). Poisoned Reign: French Nuclear Colonialism in the Pacific. New York: Penguin Books. ISBN 0-14-008130-5.